# Claire Dwyer
Claire Lucy Dwyer (1964–14 de julio de 2019) fue una académica y geógrafa británica. Ocupó el puesto de Profesora de Geografía humana en University College de London y falleció en el 2019 a los 54 años de edad.

## Biografía
Hija de Michael Dwyer y Brenda Jacques, Dwyer nació en Letchworth Garden City en el año 1964. Su padre era ingeniero e investigador, mientras que su madre era profesora. Los jardines de su ciudad natal, conocida como la Ciudad de los Jardines, despertaron la pasión de Dwyer por la geografía social.
Fue educada en el colegio católico St. Angela en Stevenage; completó sus estudios universitarios en Lady Margaret Hall, donde obtuvo el grado en Geografía con distinciones por la Universidad de Oxford en 1987. Pasó un año de descanso académico trabajando con la Madre Teresa de Calcuta (India) donde consolidó su interés por Asia del Sur. Se matriculó en la University of Nottingham, donde obtuvo un título de profesora de educación secundaria (PGCE), y dio clases en institutos en Warminster (Wiltshie).
En 1991 realizó una maestría en la Universidad de Siracusa, donde desarrolló su ideología sobre las bases del feminismo crítico. Supervisada por John Western, obtuvo una beca para realizar su tesis doctoral acerca de la identidad de las mujeres musulmanas residentes en Reino Unido. Comprometida con la enseñanza, supervisó las tesis doctorales de diferentes alumnos. Además, preocupada por la migración de los jóvenes del sur asiático, fundó el programa de máster de la UCL sobre la migración global vinculado a la "Unidad de Investigación de la Migración", del que fue codirectora desde 2010. Supervisada por Peter Jackson y Jacquie Burgess, Dwyer completó su doctorado en University College London en 1995, basada en la construcción y las críticas al Islam.

## Trayectoria científica
Dwyer fue una geógrafa social, interesada en las intersecciones de la migración y el multiculturalismo y las geografías de la religión y origen étnico. Investigó sobre  temas de género y feminismo. Dwyer obtuvo una plaza como profesora de educación superior (lecturer) de geografía en 1997 y fue ascendida en 2007. En 2014 empezó a enseñar Geografía humana y en 2018 fue ascendida a Profesora de Geografía. Fue una de las primeras mujeres en lograr llegar a desempeñar el cargo de Profesora universitaria de Geografía humana en el Reino Unido. A partir de 2010 fue también codirectora de la Unidad de Investigación de Migraciones en University College de Londres(UCL). Como tal, se implicó en la creación del máster de migración global.

### Publicaciones
Entre sus publicaciones se incluyen:
- Geographies of New Femininities[10] [Geografías de las nuevas feminidades]
- Qualitative Methodologies for Geographies: Issues and Debates[11] [Metodologías cualitativas para estudios de geografías: problemas y debates]
- Transnational Spaces[12] [Espacios transnacionales]
- New Geographies of Race and Racism[13] [Nuevas geografías de raza y racismo]
- Geographies of Children and Young People Volume 4: Identities and Subjectivities[14] [Geografías de niños y jóvenes Vol. 4: identidades y subjetividades]

## Vida personal
Dwyer se casó con Paul Farmer, director ejecutivo de Mind, en 1994. La pareja tuvo dos hijos, Ben y Thomas. Dwyer se dedicó a reunir a residentes de comunidades suburbanas para compartir su fe. Además, como parte del proyecto Making Suburban Faith, organizó exposiciones en el Museo Gunnersbury Parky en Somerset House.
Tras ser diagnosticada con cáncer en 2018, Dwyer falleció en un hospital en Ealing el 14 de julio de 2019.